# Bear nella grande casa blu
Bear nella grande casa blu è un programma televisivo per bambini in età prescolare prodotto dalla The Jim Henson Company e dalla Shadow Projects (dal 1999 anche Playhouse Disney ha iniziato a produrlo quando gran parte della The Jim Henson Company è stata venduta ad essa). Trasmesso in Italia su Rai 3 per la prima volta nel 2001.

## Trama
Il protagonista della serie è un orso di nome Bear che vive nella Grande casa blu, un'enorme abitazione situata in un luogo chiamato Valle Boscosa. Assieme a Bear vivono i suoi amici: il topo Tutter, l'orsacchiotta Gìa, il lemure Trillo e le lontre Pip e Pop, assieme ad altri personaggi secondari. Lui e suoi amici vivono diverse avventure assieme in cui risolvono problemi, collaborano, condividono e sviluppano competenze sociali per aiutare il pubblico prescolare.
Ogni puntata si apre con una canzone di benvenuto e con Bear che riconosce lo spettatore, sviluppandosi attorno a un particolare tema che si conclude con una lezione. Al termine della puntata, di sera, l'orso Bear sale sul balcone per raccontare la giornata alla Luna, assieme alla quale saluta i giovani telespettatori cantando la "Canzone dell'arrivederci".

## Episodi
| Stagione         | Episodi | Prima TV USA | Prima TV Italia |
| ---------------- | ------- | ------------ | --------------- |
| Prima stagione   | 26      | 1997         | 2001            |
| Seconda stagione | 39      | 1998         | 2001            |
| Terza stagione   | 26      | 1999         | 2001            |
| Quarta stagione  | 26      | 2002-2006    | ?               |

## Personaggi

### Personaggi principali
- Bear: il protagonista della serie, un grande orso arancione molto gentile e disponibile ad aiutare gli amici. È doppiato da Danilo De Girolamo.
- Tutter: un topo blu amico di Bear che vive in una tana situata nella sua cucina. Adora il formaggio. È doppiato da Mino Caprio.
- Pip e Pop: due lontre viola. Vivono in un laghetto situato nel boschetto dietro la Grande casa blu noto come "laghetto delle lontre". Sono doppiati da Luigi Ferraro e Luca Dal Fabbro.
- Gìa (nome originale: Ojo): una cucciola d'orso dal pelo rosso amica di Bear. Ha una fervida immaginazione ed è molto amica di Trillo. È doppiata da Maura Cenciarelli.
- Trillo (nome originale: Treelo): un lemure multicolore. Adora giocare e ballare. Non si esprime in modo chiaro. È doppiato da Danilo De Girolamo.
- Ombra (nome originale: Shadow): è un'ombra femmina che ride sempre e canticchia storielle. Adora avvicinarsi di soppiatto a Bear. È doppiata da Georgia Lepore.
- Luna: è la luna che appare alla fine di ogni puntata. Parla con Bear sul suo balcone del tema dell'episodio e di cosa ha imparato. Canta la "Canzone della Buonanotte" assieme a Bear nel mentre che viene mostrato un montaggio riassuntivo della puntata. È doppiata da Paila Pavese.
- Sole (nome originale: Ray): è il sole, che appare da stagione 2 in poi. Dirà a Bear il tempo che ci sarà durante la giornata. Ogni tanto canta anche la "Canzone del Buongiorno". È doppiato da Angelo Nicotra.

### Personaggi secondari
- Nonna Flutter (nome originale: Grandma Flutter): la nonna di Tutter.
- Nonna Etta e Nonno Otto (nomi originali: Etta and Otto Otter) una coppia di lontre, nonni di Pip e Pop.
- Dottor Suino (nome originale: Doc Hogg): è il medico della Valle Boscosa.
- Jacques (nome originale: Jacques the Beaver): un castoro amico di Bear.
- Geremia (nome originale: Jeremiah Tortoise): un'anziana tartaruga e postino della Valle Boscosa.
- Signor Rospino (nome originale: Big Old Bullfrog): un'anziana rana che vive nei pressi del laghetto delle lontre.
- Ursa: un'amica spagnola di Bear.
- Jack: un cane segugio, senza casa. Viene ospitato da Bear, fino a che il Dottor Suino non gli trova una cuccia.

## Riconoscimenti
- Daytime Emmy Awards
  - 2000 - Miglior mixaggio audio[1]
  - 2000 - Miglior regia in una serie per ragazzi[1]
  - 2003 - Miglior regia in una serie per ragazzi[2]

- Parents' Choice Award
  - 2000[3]
  - 2002[4]